# Michael V.
Michael V. Kalafates (1015 – 24. srpna 1042) byl synovcem a nástupcem byzantského císaře Michaela IV. a adoptivní syn jeho manželky Zoe. Jeho přízvisko je odvozeno od někdejší činnosti jeho otce, který byl původně lodním řemeslníkem a později se stal admirálem.
Michael se narodil jako syn Stefana a Marie, sestry Michaela IV. V roce 1040 byl svým strýcem Michaelem IV. adoptován a povýšen na kaisara. Když císař 10. prosince 1041 zemřel, byl Michael přiveden jiným svým strýcem Konstantinem do císařského paláce, kde byl se souhlasem své adoptivní matky Zoe korunován císařem. Konstantin, který byl jmenován domestikem, se s Michaelem V. spřátelil a společně plánovali sesadit dalšího Michaelova strýce, všemocného ministra Jana Orfanotrofa, kterému Michael rovněž vděčil za trůn. Ten byl nakonec zatčen a vsazen do kláštera. Poté Michael odvolal všechna dřívější Orfanatrofova rozhodnutí. Povolal zpět šlechtice a dvořany, kteří byli vyhnáni nebo zadrženi během předchozí vlády, včetně budoucího patriarchy Michaela Kerullaria a vojevůdce Georgia Maniakese. Ten byl okamžitě vyslán do jižní Itálie, kde měl zastavit postup Normanů.
Dále se Michael chtěl zbavit císařovny Zoe, protože prý věřil, že je vinna smrtí Michaela IV. a že usiluje o život i jemu samotnému. 18. dubna 1042 byla Zoe zatčena a po zmanipulovaném soudním řízení byla vypovězena na ostrov Proti v Marmarském moři. Lid však podporoval Zoe a krátce po vynesení rozsudku proto v Konstantinopoli vypuklo povstání. Konstantin vydal příkaz, aby Zoe byla ihned poslána zpět do paláce. Zde se pak císař a císařovna společně ukázali lidu, který však stále nebyl uklidněn a žádal Michaelovo sesazení a dosazení sestry Zoe, Theodory. Ta byla proti své vůli přivedena do Konstantinopole, kde byla prohlášena císařovnou.
Michael v této situaci abdikoval a přestože měl v úmyslu uprchnout, nechal se Konstantinem přemluvit k tomu, aby zůstal a společně s ním bojoval o trůn. Povstalci však 21. dubna zaútočili na císařský palác. Michael a Konstantin utekli v převlečení za žebráky do Studijského kláštera, kde byli přijati jako mniši. Lid pronikl do kláštera, ale z respektu k církvi nechtěl znesvětit oltář, u kterého se Michael skrýval. Krátce na to se objevil malý vojenský oddíl, který Michaela a Konstantina vyvlekl do města, kde byli oba, údajně na rozkaz Theodory, oslepeni. Říkalo se, že Zoe by prý na trůně raději viděla Michaela než svou sestru, čemuž chtěla Theodora jeho oslepením zabránit. Poté byl Michael vypovězen do kláštera na ostrově Chios, kde o několik měsíců později zemřel.